# Leyland National

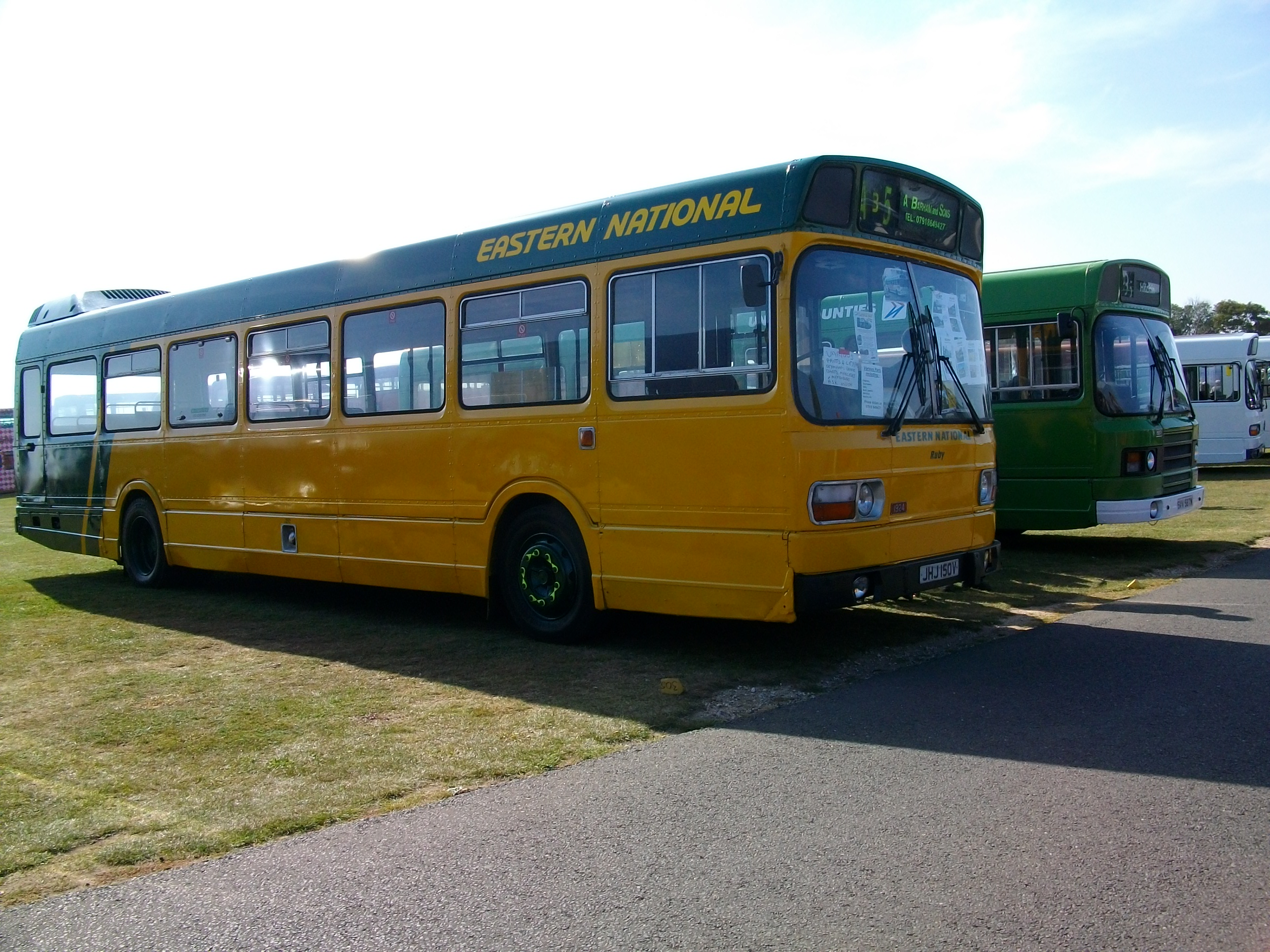
Leyland National, Ursprungsausführung mit langem Dachaufsatz

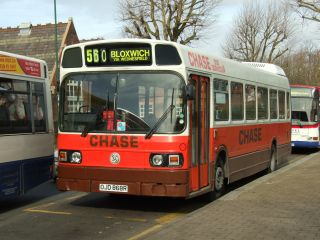
Leyland National I mit kurzem Dachaufsatz

Der Leyland National ist ein Omnibusmodell des britischen Nutzfahrzeugherstellers Leyland Motors. Dieser Typ wurde von 1972 bis 1985 in großer Stückzahl (über 7000) produziert. Der National entstand als gemeinsames Projekt der britischen nationalisierten Transportindustrie – der National Bus Company (NBC) und von British Leyland.

## Konstruktion

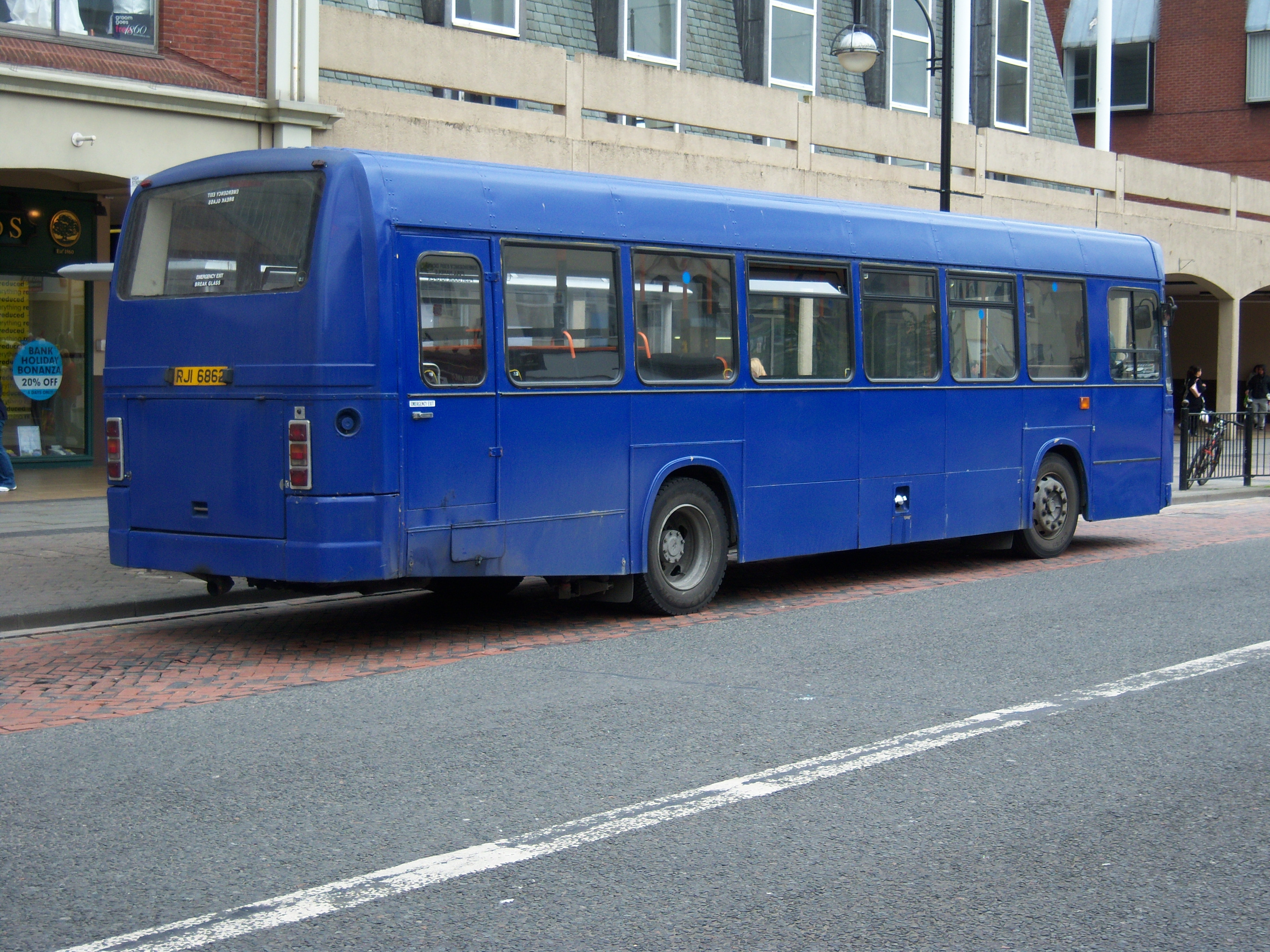
Leyland National, vereinfachte Ausführung 10351B/1R

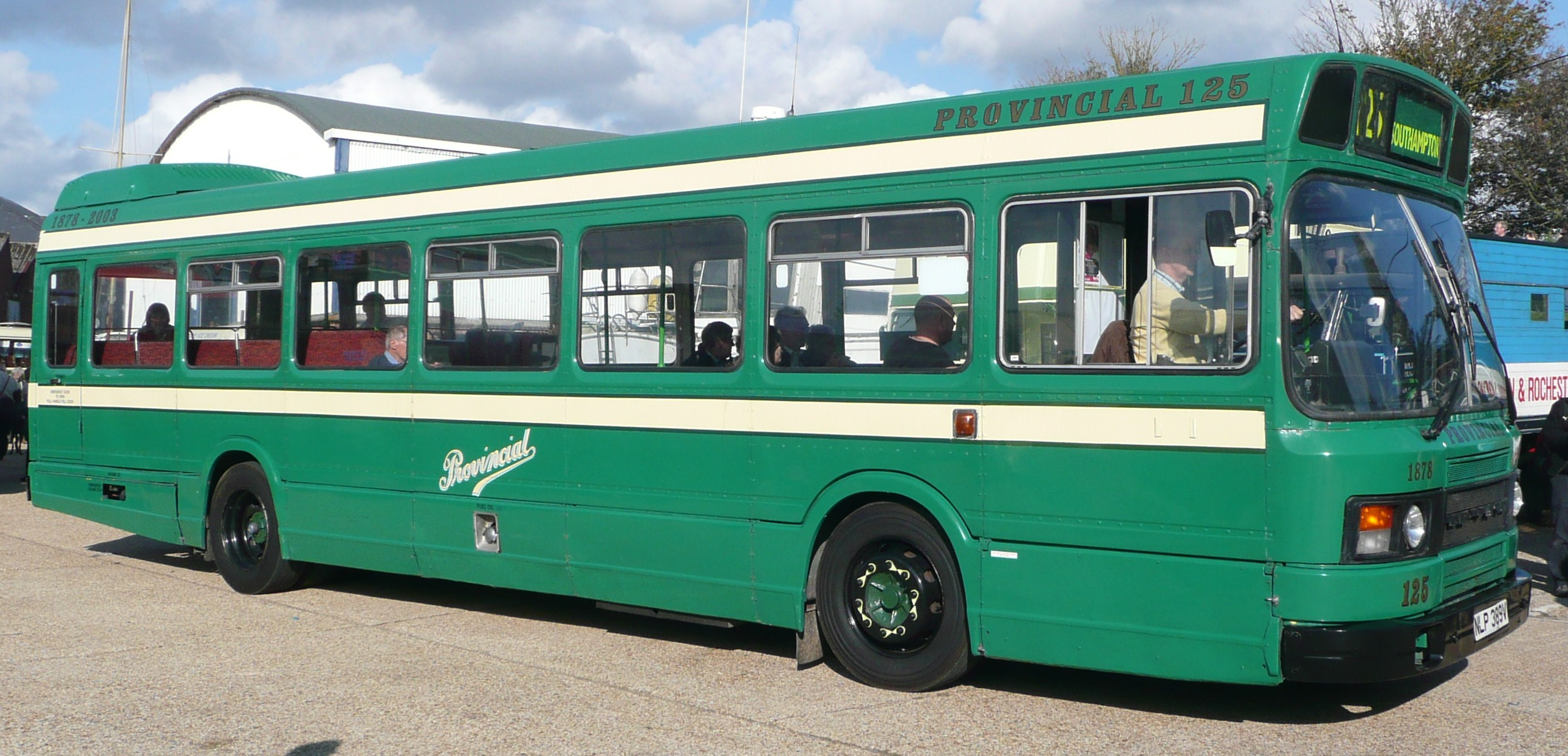
Leyland National 2 mit Kühler vorn; dieser Bus wurde ursprünglich als dreitüriger Flughafenbus geliefert

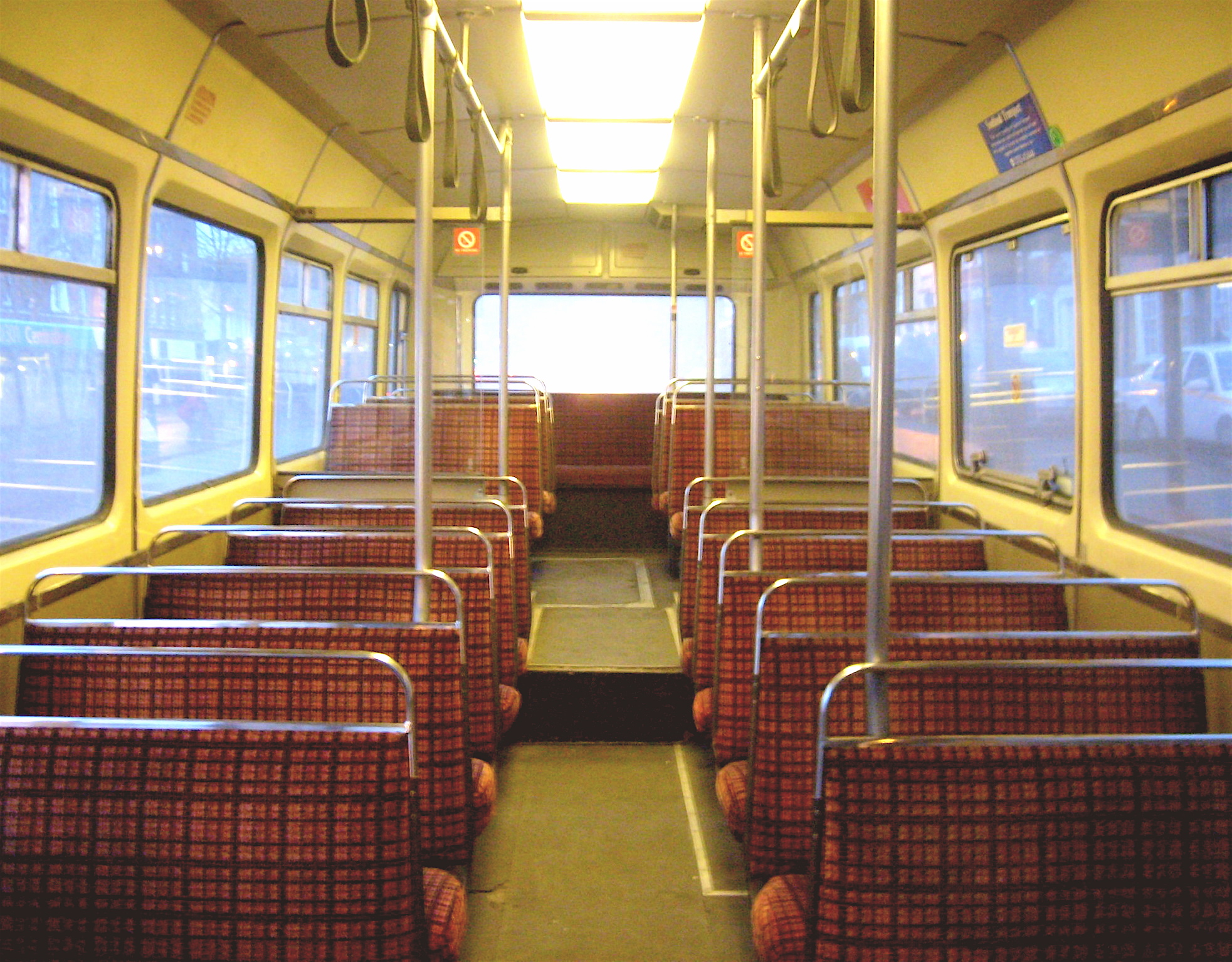
Innenraum eines Leyland National mit der Stufe zum Heckbereich

Entwickelt wurde der Bus, um die bisher produzierten Eindeckerbus-Baureihen AEC Swift, Bristol RE, Daimler Roadliner und Leyland Panther zu ersetzen. Der National ist ein Linienbus für Einmannbedienung in selbsttragender Bauweise, der von einem einzigen Hersteller zusammen gefertigt wurde, im Gegensatz zur bis dahin in Großbritannien noch üblichen Praxis, das Fahrgestell von einem Hersteller und die Aufbau von einem anderen Hersteller (Karosseriebauunternehmen) fertigen zu lassen. Bei integralen Bussen konnte die Konstruktionen und Herstellung von Rahmen und Aufbau optimiert werden, was zu einem leichteren Fahrzeug und zu einer einfacheren Produktion führte. Die Seitenbleche des Nationals wurden auf das Gerippe genietet; dies sollte eine leichte Austauschbarkeit bei Beschädigungen ermöglichen. Von der Konstruktion des Nationals abgeleitet war der zwischen 1978 und 1984 produzierte Doppeldeckerbus Leyland Titan (B15).
Der Bus besaß einen Dieselmotor für bis zu 200 PS, der längs unterflur im Heck liegend angeordnet war, und ein automatisches Getriebe mit wahlweise 4 oder 5 Stufen. Der Kühler befand sich bei der ersten Version im Heck, bei der zweiten Version war er vorn im Bug platziert. Die Karosserie war auf einfache Fertigung und leichte Austauschbarkeit der einzelnen Teile optimiert. Für den Bau der National-Baureihe wurde für 8,2 Millionen Pfund eine neue Fabrik bei Workington in Nordwest-England eingestellt, deren Kapazität für 2000 Busse im Jahr vorgesehen war.
Den Bus gab sowohl in 10,3 m als auch in 11,3 m Länge. Die kürzere Ausführung ist an den schmaleren Fenstern zu erkennen. Das Modell gab es mit breiten, vierflügeligen Falttüren vorn und als Option auch in der Mitte, die einige Betreiber, wie beispielsweise London Transport, beschafften. Die meisten anderen Busbetriebe im Vereinigten Königreich verwendeten die Version mit nur einer vorderen Doppeltür für Ein- und Ausstieg.
Bis 1978 besaßen alle Busse einen charakteristischen Aufsatz auf dem hinteren Teil des Dachs, der die Heizungsanlage aufnahm. Die erwärmte Luft wurde in Dachhöhe in das Innere des Fahrgastraumes geführt. Der Aufsatz hatte anfänglich die Länge eines Abteils und gab dem Bus ein eher amerikanisches Aussehen. Ab 1974 wurde der Aufsatz verkürzt. Im Jahr 1978 kam mit dem 10351B/1R ein vereinfachtes Modell auf den Markt. Die Innenausstattung wurde verändert, der Aufsatz für die Heizung entfiel, sie befand sich nun im Unterboden, die erwärmte Luft wurde unter den Sitzen in den Fahrgastraum geführt. Das verringerte Gewicht senkte die Betriebskosten, was dem Absatz des Nationals zugutekam. London Country beschaffte eine große Anzahl dieser Busse, die nach der Zerschlagung von London Country von anderen Betreibern übernommen wurden.
Die weiterentwickelte Baureihe National 2 wurde 1979 eingeführt. Er unterschied sich von seinem Vorgänger durch den vorn angeordneten Kühler – dadurch wurde er 30 cm länger – und optional erhältliche Motoren.

## Motor
Der National der Serie Mk I besaß den O.510-Sechszylinder-Dieselmotor von Leyland mit 8,3 l Hubraum, der unterflur im Heck angeordnet war. Bei diesem Motor konnten die Zylinderköpfe nicht abgenommen werden. Für alle Arbeiten an den Ventilen musste daher die Nockenwelle ausgebaut und die Kolben aus den Zylindern gezogen werden, um über den Hubraum von innen Zugang zu erhalten. Diese umständliche Prozedur machte Wartung und Instandsetzung aufwändig. Der Motor litt ebenfalls unter einem hohen Kraftstoffverbrauch und rußte stark, vor allem wenn er schlecht gewartet wurde. Einige Betriebe suchten daher nach Auswegen und rüsteten versuchsweise auf Motoren anderer Hersteller um. Der Motor des 10351B/1R war in der Leistung gedrosselt, was das starke Rußen verringern sollte.
Der National 2 bekam anfänglich den Leyland O.680, später dem aus diesen Motor entwickelten L11. Der O.680 wurde dann nicht mehr angeboten.
Der Betreiber Eastern Counties hatte in mehrere Unfallfahrzeuge versuchsweise den 6HLXB von Gardner eingebaut. Dieser Sechszylinder-Dieselmotor hatte sich bewährt und nach und nach wurden einige National auf diesen Motor umgerüstet. Gardner verklagte Leyland, weil die Firma den Motor nicht als Option anbot. Im Ergebnis bot Leyland ab 1982 den 6HLXB und später den 6HLXCT als Option für die Erstausrüstung an.

## Einsatz
Der Bus wurde schnell zum vertrauten Anblick auf britischen Straßen. Neben den Tochterunternehmen der National Bus Company beschafften auch die Tochterunternehmen der Scottish Transport Group, London Transport, SELNEC, Greater Manchester Transport, British Airways und andere Betriebe die Baureihe.
Nach einigen Jahren des Einsatzes der Busse und im Ergebnis des Transport Act 1980 bzw. 1985, der zur Deregulierung zuerst des über-, dann des innerörtlichen Busverkehrs führte, modernisierten die Betriebe die vorhandenen Busse. Oftmals wurden dabei Motoren von DAF oder Volvo eingebaut. Der modulare Aufbau erleichterte Instandsetzung und Modernisierung, oftmals konnte ein Bus innerhalb von 24 Stunden wieder in den Verkehr gebracht werden.
Die East Lancashire Coachbuilders (East Lancs) entwickelten mit dem Greenway eine Modernisierungs-Möglichkeit, bei der jedoch außer Rahmen und Achsen alle anderen Teile ausgetauscht wurden.

## Export
Für den Export wurden die Busse für Links- und auch für Rechtsverkehr (als „Linkslenker“) ebenfalls mit den verschiedenen Längen von 10,3 m oder 11,3 m angeboten. Dazu kam noch eine Reihe sogenannter Hybriden mit 10,9 m Länge. Diese Busse hatten bis zur Hinterachse die breiten Fenster der Langversion, dahinter die schmalen Fenster der kurzen Busse.

### Lateinamerika und Karibik
Vom europäischen Festland und anderen Ländern mit Rechtsverkehr gab es eine nennenswerte Nachfrage, dennoch war der National auf den Exportmärkten nicht sonderlich erfolgreich. Die größte Bestellung von 450 Bussen ging 1975/76 nach Caracas. Ungefähr 125 Busse wurden zwischen 1972 und 1974 nach Kingston an die Jamaica Omnibus Services geliefert, einem Tochterunternehmen der British Electric Traction Company, 40 weitere Busse nach Trinidad und Tobago für die dortige National Bus Company.

### Kontinental-Europa
Einige Busse wurden in die Niederlande (Westnederland) verkauft. Dort wurden nach kurzer Zeit die Windschutzscheiben zur Vermeidung von Spiegelungen aus dem Innenraum gegen die dort übliche Version aus mehrteiligen planen Scheiben getauscht. Einige wenige Busse gelangten auch nach Oslo und Dijon.

### Australien
In Canberra betrieb ACTION buses eine Flotte von siebzig National, die alle zwischen November 1974 und Oktober 1975 geliefert wurden. Sechzehn Busse wurden vollständig aus England geliefert, 54 in Australien komplettiert. Die letzten wurden Anfang der 1990er Jahre außer Dienst gestellt. Sieben Busse wurden von der Transportabteilung des Brisbane City Council beschafft. 1975 geliefert, wurden sie 1985 ausgesondert. Das Melbourne and Metropolitan Tramways Board beschaffte ebenfalls 1975 zehn Busse.
Der Metropolitan Transport Trust (MTT) (jetzt Metro Tasmania) in Tasmanien beschaffte 1975 und 1976 insgesamt 63 National für den Einsatz in der Hauptstadt Hobart. Dabei handelte es sich ausschließlich um die kurze Ausführung mit 10,3 m Länge, ein Bus wurde jedoch vom Besteller zurückgewiesen und durch einen Hybriden ersetzt.

## Aussonderung
Insgesamt wurden über 7000 National hergestellt. Das Busmodell wurde durch den Leyland Lynx abgelöst, jedoch wurden nach dessen Produktionsbeginn noch 1060 National gefertigt.
Letzter größerer Betreiber, die diese Busse einsetzte, war Chase Bus Services aus Chasetown in Staffordshire, die den Betrieb im April 2007 einstellten. Einige Nationals sind noch bei kleineren Betreibern im Einsatz, allerdings blieben nur zwei National mit dem O.510-Motor erhalten. Die Produktionsstätte in Workington ist mittlerweile geschlossen und dient dem Logistikunternehmen Stobart Group als Depot.

## Schienenbusse

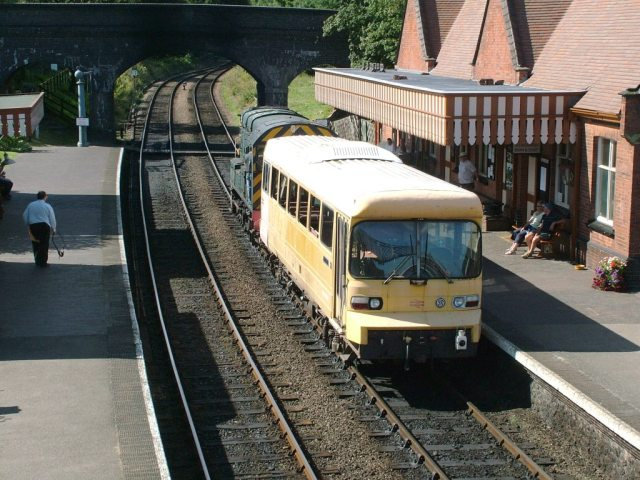
Leyland-Triebwagen LEV-1

Komponenten des National wurden in den Triebwagen der Pacer-Klasse und der Class 155 der British Rail benutzt. Allerdings war die Front des Nationals entgegen den Erwartungen für einen Einsatz als Schienenfahrzeug nicht geeignet, wie die Erfahrungen mit dem LEV-1 genannten Prototypen des Pacer zeigten, und musste durch eine neue Konstruktion ersetzt werden. Der Wagenkörper ähnelte dem Busaufbau, Ausrüstungsteile waren identisch, wurden aber anders angeordnet.

## Gelenkbus
Mit Teilen des National entwickelte das dänische Tochterunternehmen Leyland-DAB in Aabenraa einen dreiachsigen Gelenkbus mit Unterflurmotor im Vorderwagen, der dadurch einen höheren Fußboden als der zweiachsige National mit Heckmotor erhielt.